# Vrh (Kraljevo)
Vrh (Servisch cyrillisch Врх) is een plaats in de Servische gemeente Kraljevo. De plaats telt 94 inwoners (2002).